# 東京都立桐ケ丘高等学校
東京都立桐ケ丘高等学校（とうきょうとりつ きりがおかこうとうがっこう）は、東京都北区赤羽北三丁目に所在する東京都立高等学校。

## 設置課程
- 定時制課程
  - 総合学科
    - 福祉・教養系列
    - 情報・ビジネス系列
    - アート・デザイン系列

## 概要
新しいタイプの実験高校のうち、東京都立城北高等学校跡地に開校した。既存の夜間定時制高校を統合集約して新設した三部制（昼夜間定時制）単位制高校。
東京都で初めて「支援教育を行う普通学校」の一つ、チャレンジスクールとして指定された。
不登校経験者・他校中退者などを主なターゲットとする総合学科の高校で、内申書不要・単位制による幅広い選択可能科目・カウンセリング体制の充実など、新しい試みを行っている。
午前部・午後部・夜間部からなる三部定時制を採用しており、昼間部を含む定時制のため、カリキュラムの組み方で3年間で74単位修得して卒業が可能。所属以外の部の単位も修得可能で、技能審査の成果やボランティアや高大連携授業の単位も認定される。

## 沿革
- 1999年 - 東京都立桐ケ丘高等学校設立。

## 入学試験
入学試験の科目は作文と面接のみで内申書は必要ない。そのため、中学校で不登校になっていて出席日数が皆無であったとしても出願できる。
分割前期および分割後期に分けて、入学試験が行われる。学力検査は実施しないが、分割前期および分割後期ともに面接（600点）、作文（400点）を実施する。また、志願申告書（100点）を提出する。

## 交通
- JR東日本埼京線 - 北赤羽駅から徒歩8分
- 都営地下鉄三田線-志村坂上駅から徒歩で約15分
- 国際興業バス赤54・赤54-2で、「桐ヶ丘高校」下車。

## 学園祭
10月には、ポロニアフェスティバルと呼ばれる文化祭がある。

## 著名な出身者
旧城北高校
- 大見忠弘 - 東北大学名誉教授、産学官連携功労者表彰内閣総理大臣賞受賞、紫綬褒章受章
- 高井正憲 - フリーアナウンサー（元テレビ朝日アナウンサー）
- 篠原美也子 - シンガーソングライター
- TOKI - C4 (ロックバンド)ヴォーカル
- 6代目一龍斎貞水 - 講談師、人間国宝